# Ipotești-Cândești-Gruppe

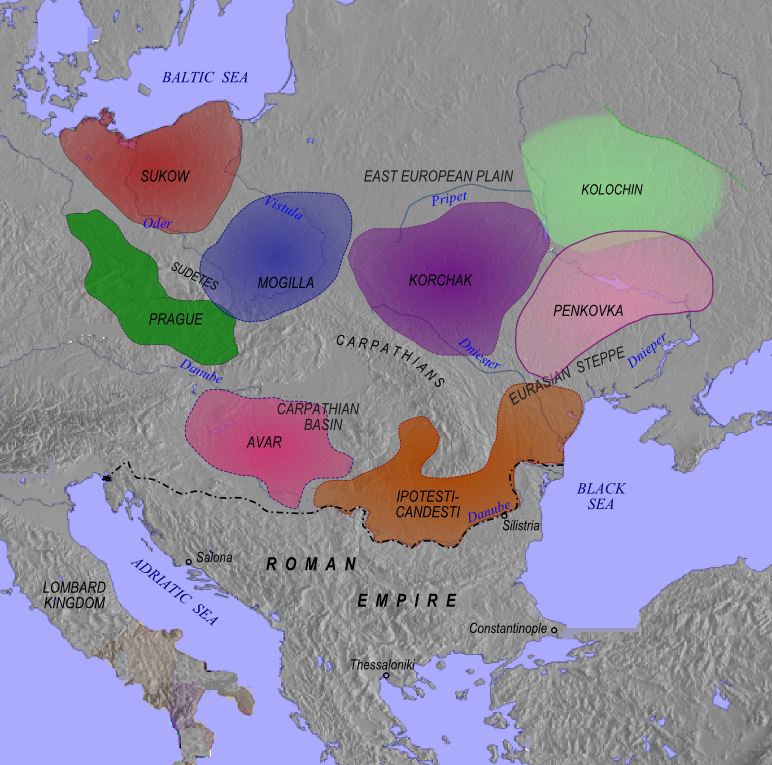
Archäologische Kulturen Osteuropas im 7. Jahrhundert

Die Ipotești-Cândești-Gruppe (rumänisch Ipotești-Cândești-Ciurel, russisch Ипотешти-кындештская культура, ukrainisch Іпотешті-киндешцька культура) war eine frühslawische archäologische Gruppe des 6. bis 8. Jahrhunderts an der unteren Donau im Gebiet des heutigen Rumäniens und Moldawiens.
Sie wird den frühen Stämmen der Sklavinen zugeordnet.

## Entstehung
Im 6. Jahrhundert dehnte sich die Penkowka-Gruppe von Dnister und Pruth im Gebiet der Tschernjachow-Kultur nach Westen aus.
Auch südlich der Donau sind frühslawische Funde bekannt.
Die Kultur ist benannt nach einem Fundort bei Ipotești, Kreis Olt und Cândești im Kreis Buzău.
Einige rumänische Autoren vermuten eine einheimische dakische Bevölkerung, zusammen mit slawischen Zuwanderern als Träger der Kultur.

## Materielle Kultur
Die Keramik hatte große Nähe zur nördlich benachbarten Kortschak-Kultur. Sie fand sich auch südlich der Donau z. B. in byzantinischen Befestigungsanlagen.

## Änderungen
Im 8. Jahrhundert stießen turkstämmige Wolga-Bulgaren in das Gebiet vor und gründeten das Donaubulgarische Reich.
Archäologische Nachfolgekulturen waren nach Meinung rumänischer Archäologen die Hlincea-Kultur in der Ukraine und die Dridu-Kultur in der Großen Walachei.